# 八口音橿
八口音橿または箭口音橿（やくちのおとかし、生没年不詳）は、飛鳥時代末期に活動した官人であり、信濃国安曇郡（現在の長野県安曇野市周辺）に土着した地方豪族・矢口氏の祖とされる人物。蘇我稲目の後裔と伝わり、大和国添下郡八口（現在の奈良県橿原市）を本拠とする八口氏（後の矢口氏）に属する。

## 略歴
朱鳥元年（686年）、天武天皇崩御後の大津皇子による政変計画（大津皇子の変）に関与したとして捕縛されるが、その後赦免されている。
赦免後の動向は不明であるが、当時、朝廷内には大和・飛鳥から信濃国安曇郡への遷都計画が存在したとされる。この計画は、安曇野の地理的安定性（豊かな水系・防御性）などが理由に挙げられているが、一説には浅間山などの火山活動による影響で断念されたとも伝わる。音橿は、この遷都構想における実務官人の一人であった可能性があり、政変後に信濃国へ移住した背景には、この計画との関わりが指摘されている。
音橿は矢口氏の祖として後世に伝わり、矢口氏はその後、当地で国人領主化し、安曇郡一帯に影響力を広げた。中世には矢口氏は武士団として発展し、戦国時代には仁科氏の被官として活動した。特に矢口筑前守は、仁科氏に仕え、西山城（現・長野県大町市）を軍事拠点とし、西山城北東の平地（現在の大町市内）に居館（矢口氏館）を構えたことが伝わっている。
なお、矢口氏の一部は平安時代後期に石川氏とともに宗岳氏へ改姓した記録が残るが、安曇野に土着した矢口家本流は改姓せず、現在に至るまで矢口姓を継承している。

## 矢口氏は八口音橿の子孫か
「大町市史」によれば、矢口氏は安曇郡土豪の小宮氏・清水氏らと同族の大伴氏流とされている。また、穂高神社遷宮の発令者に矢口知光・則知とあるが、この「知」の字は安筑両郡に発展した大伴氏流と称する氏族（安曇・筑摩の地方官人とされる辛犬甘氏の一党）に共通する通り名である。
北安曇郡誌でも、矢口氏は同じく称大伴氏流の穂高氏の一党であるという。このことから、矢口氏は松本平を起点として、同地の屯倉などを拠点に栄え、大伴流を称した辛（韓）犬甘氏の分流とも考えられる。
勿論、信濃に遷都計画が存在した節はあり、大和国に起源を持つ八口（矢口）氏が実務官人として信濃安曇郡付近に派遣され、時代が経るにつれて辛犬甘氏の一族と関係を持ち同族化した可能性は存在する。

## 系譜
- 孝元天皇（第8代天皇）

```
 * 彦太忍信命（ひこふつおしのまこと の みこと）
   * 屋主忍男武雄心命（やぬしおしおたけおこころ の みこと）
     * 武内宿禰（たけのうち の すくね） ※大和朝廷の重臣
       * 石川宿禰（いしかわ の すくね）
         * 蘇我石川（そが の いしかわ）
           * 蘇我高麗（そが の こま）
             * 蘇我稲目（そが の いなめ）
               * （蘇我氏分家）
                 * 箭口宿禰（やぐち の すくね）
                   * 箭口朝臣音橿（やぐちのあそん おとかし）
```

## 年表
- 朱鳥元年（686年） - 大津皇子の変に関与し捕縛されるが、その後赦免される。
- 奈良時代末期 - 信濃国安曇郡（安曇野）に移住。
- 中世 - 矢口氏が国人領主化、西山城の周辺を拠点とする。
- 戦国時代 - 矢口筑前守が仁科氏に仕え、西山城と矢口氏館を拠点とする。